# آب‌انبار روستای فیلستان
آب‌انبار روستای فیلستان مربوط به دوره پهلوی اول است و در شهرستان پاکدشت، بخش مرکزی، روستای فیلستان واقع شده و این اثر در تاریخ ۱ مهر ۱۳۸۲ با شمارهٔ ثبت ۱۰۳۲۷ به‌عنوان یکی از آثار ملی ایران به ثبت رسیده است.